# Dagmar Fuhrmann
Dagmar Fuhrmann z domu Jost (ur. 6 kwietnia 1954 w Höchst) – niemiecka lekkoatletka, sprinterka, halowa mistrzyni Europy z 1973. W czasie swojej kariery reprezentowała Republikę Federalną Niemiec.
Specjalizowała się w biegu na 400 metrów. Zdobyła złoty medal w sztafecie 4 × 2 okrążenia na halowych mistrzostwach Europy w 1973 w Rotterdamie (sztafeta RFN biegła w składzie: Jost, Erika Weinstein, Annelie Wilden i Gisela Ellenberger). Zajęła 5. miejsce w sztafecie 4 × 400 metrów na mistrzostwach Europy w 1974 w Rzymie. 
18 lipca 1975 w Durham ustanowiła rekord świata w sztafecie 4 × 440 jardów wynikiem 3:30,3 (sztafeta RFN biegła w składzie: Christiane Krause, Jost, Erika Weinstein i Elke Barth). Odpadła w półfinale biegu na 400 metrów na halowych mistrzostwach Europy w 1976 w Monachium.
Odpadła w ćwierćfinale biegu na 400 metrów i zajęła 5. miejsce w finale sztafety 4 × 400 metrów na igrzyskach olimpijskich w 1976 w Montrealu. Na mistrzostwach Europy w 1978 w Pradze odpadła w półfinale biegu na 400 metrów.
Fuhrmann była mistrzynią RFN w biegu na 400 metrów w 1977, wicemistrzynią na tym dystansie w 1976 oraz brązową medalistką w 1974 i 1975. W hali była mistrzynią RFN w biegu na 400 metrów w 1978, wicemistrzynią w tej konkurencji w 1976 i 1977 oraz brązową medalistką w 1973 i 1974, a także brązową medalistką w biegu na 200 metrów w 1975.
Podczas igrzysk olimpijskich w 1976 dwukrotnie poprawiała rekord RFN w sztafecie 4 × 400 metrów do wyniku 3:25,71.
Rekord życiowy Fuhrmann w biegu na 400 metrów wynosił 51,51 s, ustanowiony 20 sierpnia 1976 w Berlinie.